# Heliophanus decoratus
Heliophanus decoratus este o specie de păianjeni din genul Heliophanus, familia Salticidae, descrisă de Koch L., 1875. Conform Catalogue of Life specia Heliophanus decoratus nu are subspecii cunoscute.